# قائمة العملات التذكارية والميداليات الأمريكية (عقد 1910)

## 1915

### عملات غير متداولة
| الفئة | العملة                                            | تصميم الوجه الأمامي                              | تصميم الوجه الخلفي | المعدن            | السكّ                                | التوافر | الوجه الأمامي | الوجه الخلفي |
| ----- | ------------------------------------------------- | ------------------------------------------------ | ------------------ | ----------------- | ----------------------------------- | ------- | ------------- | ------------ |
| 50¢   | عملات تذكارية من بنما والمحيط الهادئ              | إلهة الحرية أمام بوابة مضيق جولدن جيت            | عُقاب جاثم على درع  | 90% فضة, 10% نحاس | تمت الموافقة على: 200,000 (حد أقصى) | 1915    |               |              |
| $1    | دولار معرض بنما-المحيط الهادئ                     | عامل في قناة بنما                                | دلفين              | 90% ذهب, 10% نحاس |                                     | 1915    |               |              |
| $2.50 | ربع عُقاب معرض بنما-المحيط الهادئ                  | كولومبيا تركب على ظهر الحيوان الأسطوري غول البحر | عُقاب               | 90% ذهب, 10% نحاس |                                     | 1915    |               |              |
| $50   | نصف اتحاد معرض بنما-المحيط الهادئ (دائري)         | مينيرفا                                          | بومة               | 90% ذهب, 10% نحاس |                                     | 1915    |               |              |
| $50   | نصف اتحاد معرض بنما-المحيط الهادئ (ثماني الأضلاع) | الإلهة مينيرفا                                   | بومة               | 90% ذهب, 10% نحاس |                                     | 1915    |               |              |

## 1916

### عملات غير متداولة
| الفئة | العملة                                | تصميم الوجه الأمامي | تصميم الوجه الخلفي                    | المعدن            | السكّ                                          | التوافر | الوجه الأمامي | الوجه الخلفي |
| ----- | ------------------------------------- | ------------------- | ------------------------------------- | ----------------- | --------------------------------------------- | ------- | ------------- | ------------ |
| $1    | دولار ذهبي تذكاري لمكان ميلاد ماكينلي | ويليام ماكينلي      | المتحف التذكاري الوطني لمولد ماكينلي ‏ | 90% ذهب, 10% نحاس | تمت الموافقة على: 100,000 (حد أقصى 1916-1917) | 1916    |               |              |

## 1917

### عملات غير متداولة
| الفئة | العملة                          | تصميم الوجه الأمامي | تصميم الوجه الخلفي                   | المعدن            | السكّ | التوافر | الوجه الأمامي | الوجه الخلفي |
| ----- | ------------------------------- | ------------------- | ------------------------------------ | ----------------- | ---- | ------- | ------------- | ------------ |
| $1    | دولار ذكرى ميلاد ويليام ماكينلي | ويليام ماكينلي      | المتحف التذكاري الوطني لذكرى ماكينلي | 90% ذهب, 10% نحاس |      | 1917    |               |              |

## 1918

### عملات غير متداولة
| الفئة | العملة                 | تصميم الوجه الأمامي | تصميم الوجه الخلفي | المعدن            | السكّ                                | التوافر | الوجه الأمامي | الوجه الخلفي |
| ----- | ---------------------- | ------------------- | ------------------ | ----------------- | ----------------------------------- | ------- | ------------- | ------------ |
| 50¢   | نصف دولار مئوية إلينوي | أبراهام لنكولن      | عُقاب مع درع وشريط  | 90% فضة, 10% نحاس | تمت الموافقة على: 100,000 (حد أقصى) | 1918    |               |              |